# Brodnica (stacja kolejowa)
Brodnica – stacja kolejowa w Brodnicy, w powiecie brodnickim, w województwie kujawsko-pomorskim.

## Ruch pasażerski
| Rok  | Wymiana pasażerska na dobę |
| ---- | -------------------------- |
| 2017 | 300-499                    |
| 2022 | 300-499                    |

## Dawne połączenia
Brodnica posiadała dawniej bezpośrednie połączenie z Działdowem, Warszawą, Kołobrzegiem czy Krakowem. Na stacji zatrzymywały się pociągi m.in.: pospieszny „Bory Tucholskie” relacji Warszawa Zachodnia – Kołobrzeg (przez: Działdowo, Grudziądz, Chojnice, Szczecinek) i odwrotnie (do 2007 r.) oraz pospieszny „Warmia” relacji Kraków Płaszów – Olsztyn Główny, z grupą wagonów do Grudziądza odłączanych w Działdowie i odwrotnie (do 2009 r.).
Na stacji w Brodnicy zaczynała się dawniej linia kolejowa nr 209.